# سرمایش طبیعی
سرمایش طبیعی یا سرمایش رایگان (انگلیسی: Free cooling) یک روش اقتصادی تولید برودت در سامانه های تهویه صنعتی است که از دمای هوای خارج در فصول سرد برای کمک به تهویه مطبوع و سرد کردن آب استفاده می‌کند.